# Urdaneta (Lara)
Urdaneta is een gemeente in de Venezolaanse staat Lara. De gemeente telt 69.000 inwoners. De hoofdplaats is Siquisique.